# Puritanci (opera)
Puritanci (ital. I puritani) so opera v treh dejanjih Vincenza Bellinija; v skladateljevem opusu so njegovo zadnje odrsko-glasbeno delo. Libreto je po sporu in prekinitvi prijateljstva z Romanijem napisal grof Carlo Pepoli. Za osnovo besedila je vzel literarno predlogo Têtes Rondes et Cavalieres avtorjev Jacquesa-Françoisa Ancelota in Josepha Xaviera Saintinea, katerih delo pa povzema roman Old Mortality Walterja Scotta. 
Bellini, ki ga je zgodovinska tema privlačila, je opero pisal v Franciji, potem ko se je leta 1833 tja preselil. Krstna predstava je bila v Italijanskem gledališču v Parizu 25. januarja 1835. Uspeh je bil ogromen, poslušalstvo je z aplavzi vabilo skladatelja in pevce na oder, zahtevali so ponovitve odlomkov. V glavnih vlogah so nastopili skladateljevi prijatelji pevci, ki so že pred tem nastopili v nekaterih njegovih operah - tenorist Giovanni Battista Rubini, sopranistka Giulia Grisi, baritonist Antonio Tamburini in basist Luigi Lablache. Opera velja zaradi posameznih visoko napisanih mest za pevsko izredno zahtevno.
V ljubljanski Operi so opero pod taktirko Milivoja Šurbka uprizorili v sezoni 1981/1982 in so jo izvajali z gostom, srbskim tenoristom Predragom Protićem v vlogi Artura, Vlatka Oršanič je nastopila v vlogi Elvire. Operni ansambel je s predstavo gostoval tudi na Češkoslovaškem.

## Osebe
- lord Arturo Talbo - tenor
- Elvira, puritanka, zaročena z Arturom - sopran
- sir Riccardo Forth - bariton
- sir Giorgio Valton - bas
- lord Gualtiero Valton, Elvirin oče in Giorgiov brat - bas
- sir Bruno Robertson - tenor
- Enrichetta francoska, vdova po Charlesu I - mezzosopran
- Vojaki, puritanci, glasniki, lordi, gospe, paži, služabniki

## Vsebina
Zgodba se dogaja leta v 17. stoletju v bližini Plymoutha v času angleške državljanske vojne.
Opera govori o strasti in ljubezni, v katero se povezujejo politične in vojaške intrige. Elvira je zaročena z Arturom, zaradi česar je njen oče kot puritanec prizadet. Angleški parlament medtem obsodi nekdanjo angleško kraljico na smrt. Zaradi tega Artur izpelje načrt za rešitev kraljice Enrichette. Elviri na uho pridejo govorice o nezvestobi zaročenca in je prepričana, da jo je zapustil, potem ko so opazili Artura z Enrichetto zbežati iz Plymoutha. V vsej nesreči Elvira zblazni.
V odsotnosti zaradi tega dejanja na smrt obsodijo še Artura. Riccardo je zadovoljen, saj bi se tako na lahek način znebil tekmeca, vendar se ga odloči rešiti, saj bi le tako Elviri pregnal neprištevnost.
Arturo se vrne in pride pred Elviro. Slednja ga spozna in želi z njim v smrt. Pogubljenje obeh pa reši Oliver Cromwell, ki razglasi pomilostitev vseh političnih obsojencev. Mladi par ostane skupaj, dejanje se srečno izteče.  